# Dividend

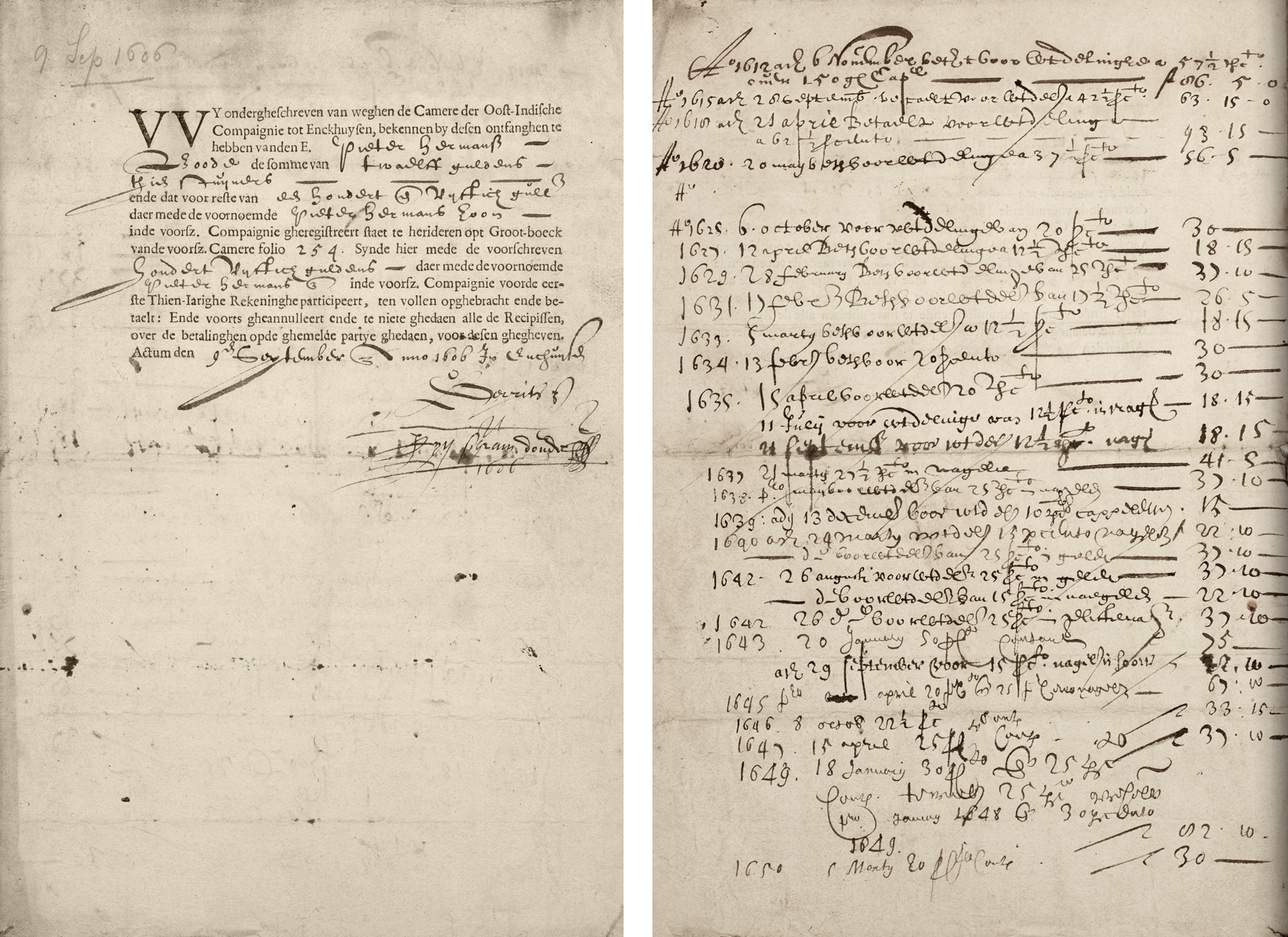
'Aandeel' van 9 september 1606, uitgegeven door de VOC-Kamer Enkhuizen. Het stond op naam van Pieter Hermanszoon Boode. Het tweede blad toont de registratie van dividenden. Dit is het tot nu toe (2023) oudst bekende 'aandeel' ter wereld.

Dividend is winstuitkering van een onderneming aan haar aandeelhouders. 'Dividend' komt van het Latijnse woord dividere, dat 'verdelen' betekent.
Een onderneming die winst maakt heeft twee mogelijkheden voor de winstverdeling: Zij kan de winst inhouden en investeren in het bedrijf of uitkeren aan haar aandeelhouders. Het betalen van dividend heeft een negatief effect op de hoeveelheid kapitaal (Eigen vermogen) die de onderneming beschikbaar heeft. Ondernemingen streven naar een stabiel of licht stijgend dividendbedrag. Het is niet ongebruikelijk om bij verlies nog steeds dividend uit te keren uit de reserves. Dividend kan ook in aandelen worden uitgekeerd, dit noemt men dan stockdividend. Dit heeft geen invloed op het eigen vermogen; er zullen slechts meer aandelen zijn.

## Geschiedenis
In de financiële wereldgeschiedenis was de Vereenigde Oostindische Compagnie (VOC) de eerste geregistreerde (publieke) onderneming die ooit regelmatig dividend uitkeerde. De VOC betaalde gedurende een groot deel van haar 200-jarig bestaan (1602-1800) jaarlijks dividenden ter waarde van ongeveer 12 tot 20 procent van de waarde van de aandelen.

## Vaststelling dividend
De uitbetaling van het dividend wordt door de aandeelhoudersvergadering goedgekeurd, nadat het bestuur de hoogte van het bedrag en de wijze van uitbetaling bepaald heeft. Het dividend kan in geld of in aandelen, stockdividend, worden uitgekeerd. Soms kan de aandeelhouder kiezen of hij een cash- of stockdividend wil.
Het dividendbeleid is een afweging van twee belangen. Enerzijds wil het bedrijf de aandeelhouders een aantrekkelijk rendement bieden. Anderzijds wil de onderneming een gezonde financiële positie behouden om de continuïteit van de activiteiten te waarborgen en ruimte te houden voor groei. Veel bedrijven hanteren minimumwaarden voor een select aantal financiële ratio's, bijvoorbeeld solvabiliteit, om de aandeelhouder enig vastheid te geven waar de bedrijfsleiding op let bij het bepalen van het dividend.
Er zijn drie algemene methoden om het dividend te bepalen:
- Het management heeft geen vast beleid en stelt het dividend vast aan de hand van de financiële ruimte en plannen;
- Het dividend is een vast percentage, of beweegt binnen een bepaalde bandbreedte, van de winst. In jaren met een hoge winst wordt dus meer dividend uitgekeerd dan in jaren met een lage winst. Dit percentage staat bekend als de payout ratio;
- Aandeelhouders die vooral beleggen om extra inkomen te genereren, prefereren een vast of een gestaag groeiend dividend. Bedrijven waarvan de resultaten weinig fluctueren van jaar op jaar kunnen een dergelijk beleid voeren.

Aandelen met een hoog dividendrendement worden in België vaak goedehuisvaderaandelen genoemd. Groeiaandelen daarentegen keren vaak weinig of geen dividend uit, dit vertaalt zich in een lage, of nul, payout ratio.
Het dividend is voor alle gewone aandelen gelijk. Er zijn echter meerdere aandelensoorten, zoals preferent aandeel en prioriteitsaandelen; deze aandelen ontvangen een ander of geen dividend.

## Juridische beperkingen
Er bestaan wettelijke regels die het uitkeren van dividend beperken:
- Dividend is een winstuitkering. Daarom mag dividend slechts worden uitgekeerd indien en voor zover er winst is (inclusief de winstreserves uit eerdere boekjaren). Dividend mag nooit worden gefinancierd met het eigen kapitaal en de (verplichte wettelijke) reserves van de onderneming.
- Geld lenen om dividend uit te betalen mag, indien men aan bovenstaande voorwaarden voldoet, wel. Het is goed mogelijk dat er wel voldoende reserves maar onvoldoende liquide middelen zijn.
- De bevoegdheid tot het toekennen van dividend ligt in principe bij de aandeelhouders.
- Het is echter mogelijk een interimdividend toe te kennen, dat gefinancierd wordt uit de winst van het lopend boekjaar.
  - Deze bevoegdheid ligt bij het bestuur, omdat deze winst feitelijk nog onder de lopende bedrijfsvoering valt.
  - Tevens moet er een financieel interimverslag worden geproduceerd dat aantoont dat er inderdaad winst beschikbaar is.
  - Bij de jaarlijkse aandeelhoudersvergadering zullen de aandeelhouders dit interimdividend moeten bekrachtigen (slotdividend). Wanneer er nog meer winst is gemaakt kunnen de aandeelhouders het slotdividend zelfs verhogen, maar wanneer de jaarwinst onverwacht toch lager uitvalt, moet de vennootschap de dividenden terugvorderen.

## Invloed dividend op aandeelkoers
Het uitkeren van dividend heeft invloed op de koers van het aandeel. Op de dag vóór de "ex-dividenddatum" wordt bepaald welke beleggers het aandeel in bezit hadden, en dus recht hebben op het dividend. Juridisch is op dat moment een deel van het eigen vermogen getransformeerd tot vreemd vermogen, namelijk een schuld aan de aandeelhouders. Bij de volgende opening noteert het aandeel dus ex dividend. Meestal daalt de koers met een bedrag bijna gelijk aan de hoogte van het dividend. Het kan hiervan afwijken door het eventueel per saldo verschuldigd zijn van dividendbelasting over uitgekeerd dividend, wat overigens per land en andere parameters kan verschillen. Daarnaast zorgen ook de dagelijkse koersfluctuaties ervoor dat het verschil zelden exact gelijk is aan het dividend. Op de ex-dividenddatum ontvangen beleggers nog geen geld of aandelen. Uitbetaling vindt gewoonlijk een aantal weken later plaats.

## Invloed dividend op opties
Opties op aandelen houden rekening met het dividend. Een hoger dividend zorgt bij gelijke overige variabelen voor een lagere prijs van callopties en een hogere prijs voor putopties. Dit omdat men weet dat het aandeel in de toekomst een stukje zal zakken door de dividenduitkering. Houders van opties krijgen zelf geen dividend uitgekeerd.

## Belastingen
De vennootschap die het dividend betaalt, moet over de uitkering belasting inhouden. In België heet dit roerende voorheffing en is bepaald op 30% (2017). In Europees Nederland heet dit dividendbelasting en deze bedraagt 15% (2011); In Caribisch Nederland heet dit opbrengstbelasting en deze bedraagt 5% (2011).
Deze ingehouden belasting is te verrekenen met de inkomstenbelasting voor particulieren of vennootschapsbelasting voor bedrijven. Bij de aangifte moet worden aangegeven hoeveel dividend is ontvangen en hoeveel dividendbelasting hierop is ingehouden. Als een vennootschap 5% of meer aandelen in een andere vennootschap heeft, dan is dat een deelneming. Voor de dividendbelasting geldt dan een vrijstelling.
Wanneer een onderneming een buitensporig grote kaspositie heeft, bijvoorbeeld door de verkoop van een groot bedrijfsonderdeel, wordt dit soms als superdividend aan de aandeelhouders ter beschikking gesteld. Dit is echter de meest fiscaal onvriendelijke manier van uitkering, vanwege de nadelige belastingaanslag. Meestal worden er andere middelen, zoals kapitaalverlagingen aangewend, om de aandeelhouder maximaal te sparen. Bij een werkelijke kapitaalvermindering betaalt de vennootschap effectief een stuk van het kapitaal terug aan de aandeelhouders en dit wordt niet belast.

### Dividendstrippen
Dividendstrippen, of CumEx, is vooral bekend geworden als methode voor het ontwijken van dividendbelasting. Wanneer dividend wordt uitgekeerd houdt het bedrijf een deel van de uitkering achter wanneer er sprake is van dividendbelasting. Deze ingehouden belasting wordt afgedragen aan de belastingdienst. Voor Nederland geldt een tarief van 15% op het uitgekeerde dividend. Niet alle beleggers hoeven deze belasting te betalen, er zijn partijen die de ingehouden dividendbelasting kunnen terugvorderen, bijvoorbeeld omdat ze in het buitenland wonen.
Bij dividendstrippen gaan de aandelen vlak voor de dividenduitkering over van een partij die wel, naar een partij die niet dividendbelasting plichtig is. Kort na de uitkering van het dividend wordt de transactie teruggedraaid. Door de aandelen kort van eigenaar te wisselen loopt de staat dividendbelasting mis en ontvangen de belastingplichtige beleggers een hoger dividendrendement. Voor een dergelijke transactie zijn ten minste drie partijen nodig, een dividendbelasting plichtige belegger, een belegger die de dividendbelasting kan terugvorderen en een bemiddelaar, meestal een bank. Alle drie verdienen aan deze transacties.
In extreme gevallen is het onduidelijk wie eigenlijk de belastingplichtige is en kunnen meerdere partijen een teruggaaf van de dividendbelasting claimen bij de belastingdienst. Hier is geen sprake meer van ontwijken maar van fraude. Voor Nederland alleen schat de belastingdienst dat 26 miljard euro aan belastingen is misglopen door dividendstrippen. Medio 2022 heeft de Nederlandse regering maatregelen aangekondigd om dividendstrippen moeilijker te maken.